# Freunde des Nationaltheaters
Die Freunde des Nationaltheaters e.V. sind ein gemeinnütziger Verein zur Förderung der Bayerischen Staatsoper, der Bayerischen Theaterakademie August Everding im Prinzregententheater sowie anderer Kultureinrichtungen und -projekte der Stadt München. Der Verein, 1951 gegründet von Münchener Bürgern, trug maßgeblich zum Wiederaufbau des Nationaltheaters am Max-Joseph-Platz in seiner jetzigen Form bei. Die enge Verbundenheit mit dem Nationaltheater und die Liebe zur Kunstform Oper kennzeichnen bis heute das bürgerschaftlich-mäzenatische Engagement der „Freunde“.

## Ziele und Engagement

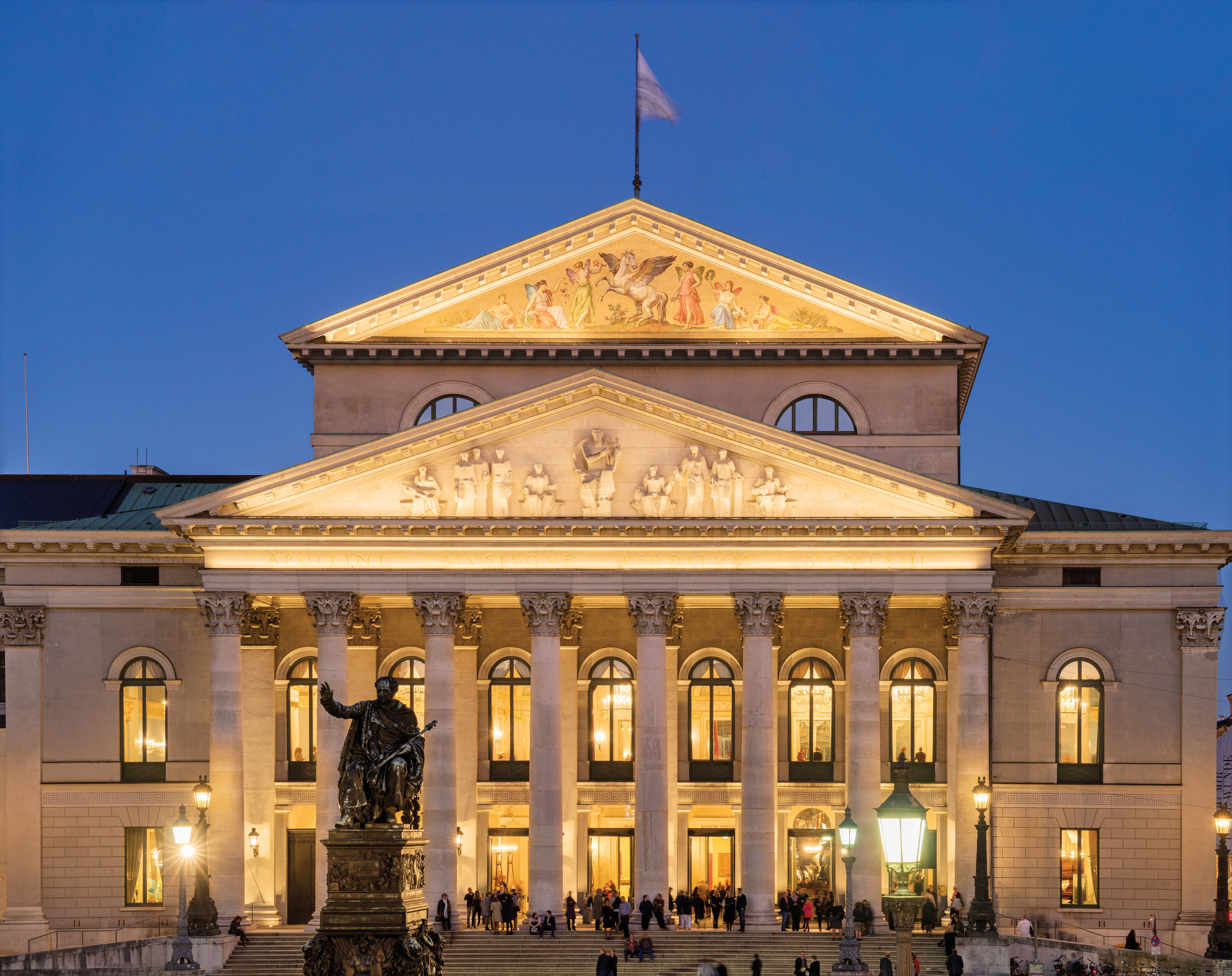
LED-Beleuchtung der Fassade des Nationaltheaters München ab 2017

Der Verein wurde 1951 mit dem Ziel gegründet, den möglichst raschen Wiederaufbau des 1943 durch Bomben zerstörten Nationaltheaters in seiner historischen Form durchzusetzen. Zudem sah der Verein im Wiederaufbau des Nationaltheaters eine verbindende Idee für alle Schichten der städtischen Gesellschaft der Nachkriegszeit. Den „Freunden des Nationaltheaters“ lag daran, in allen Schichten der Bevölkerung aktives Interesse für die Oper zu wecken, eine entsprechende Bildungsarbeit für Jugendliche und Erwachsene zu organisieren und als Voraussetzung dafür ausreichend Opernkarten für alle Liebhaber dieser Kunstform in München anbieten zu können. Nach der erfolgreichen Durchsetzung des Wiederaufbaus des Nationaltheaters entwickelte der Verein als Ziel und Aufgabe ein fortgesetztes bürgerschaftliches Engagement für das Nationaltheater, für die Kunstform der Oper sowie für das allgemeine Musikleben in München und die Förderung des künstlerischen Nachwuchses. Auch für den Erhalt kirchlicher und profaner Baudenkmäler setzt sich der Verein ein. Die ideelle und finanzielle Unterstützung durch die „Freunde“ zielt darauf ab, kulturelle Projekte in München zu fördern, deren Realisierung zu unterstützen oder zu ermöglichen. Die „Freunde“ sammeln dazu Unterstützer und treten öffentlich für ihre Vorhaben ein. An Finanzmitteln hat der Verein seit seiner Gründung über 32 Millionen Euro zur Förderung des Münchener Kulturlebens gesammelt. Die jahrzehntelange Arbeit des Vereins hat einige Stifter und Mäzene dazu bewegt, durch großzügig dotierte Stiftungen und Schenkungen das Engagement für das Musik- und Sprechtheater in München langfristig sicherzustellen. Der Verein betreut unter anderem die Dr. Richard und Astrid Brunner Stiftung oder die August Everding Stiftung. Die Schenkung der Opernsängerin Anita Davis organisierte der Verein als „Künstlerhilfe der Freunde des Nationaltheaters“.

## Aktivitäten für seine Mitglieder

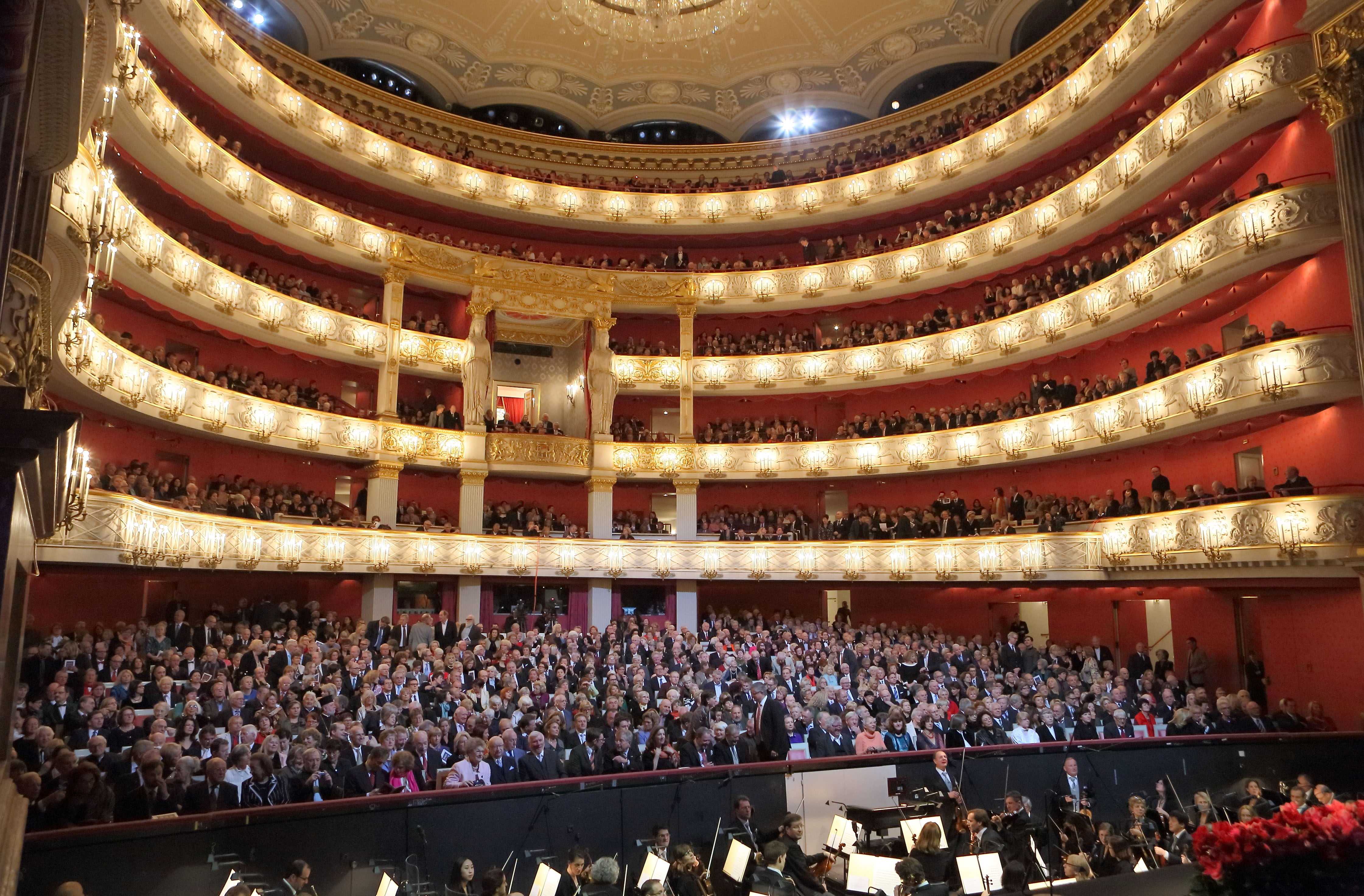
Zuschauer des Jahreskonzert der „Freunde“ im Nationaltheater 2013

Für seine heute rund 1.000 Mitglieder bietet der Verein als ältester Förderer der Bayerischen Staatsoper die Möglichkeit einer besonderen Nähe zum Nationaltheater. Die Mitglieder können an vielen Veranstaltungen des Nationaltheaters, des Vereins und anderer Institutionen, die durch die „Freunde“ gefördert werden, teilnehmen. Regelmäßig laden sie zur jährlichen Konzertmatinee der „Freunde“ im Nationaltheater, zu vom Verein organisierten Konzerten und Opernaufführungen, zu Führungen und Sonderveranstaltungen in der Bayerischen Staatsoper und dem Prinzregententheater oder zu Blicken hinter die Kulissen. Die Mitglieder werden durch den frühzeitigen Versand der Programme über die Produktionen der Bayerischen Staatsoper und der Münchener Opernfestspiele informiert. Die „Freunde“ bieten für ihre Mitglieder gemeinsame Kultur-, Konzert- und Opernreisen in Kulturmetropolen wie Mailand, Dresden, Luzern, Berlin, Wien und Hamburg an. Um Kinder und Jugendliche für die Kunstform Oper zu begeistern, laden die „Freunde“ immer wieder auch die jüngsten Familienmitglieder zu speziellen Kinderprogrammen im Nationaltheater und dem Prinzregententheater ein, etwa den „Sitzkissenkonzerten“ in der Parkettgarderobe des Nationaltheaters.

## Organisation
Organe des Vereins „Freunde des Nationaltheaters“ sind die Mitgliederversammlung der „Beratenden Mitglieder“ und der Vorstand. Die Mitglieder setzen sich zusammen aus „Beratenden Mitgliedern“ und „Fördernden Mitgliedern“. Zur Führung der Verwaltungsangelegenheiten kann der Vorstand einen Geschäftsführer bestellen.

## Geschichte

### Die Gründung der „Freunde des Nationaltheaters“

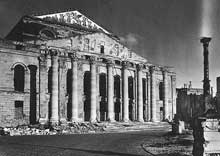
Nationaltheater in Trümmern

Der drohende Abriss der Ruine des Nationaltheaters am Max-Joseph-Platz aktivierte 1951 den Bürgersinn und das kulturelle Engagement einiger Münchener. In der Nacht vom 2. auf den 3. Oktober 1943 war das Gebäude durch Bombentreffer fast völlig zerstört worden. Mit Wiederaufblühen des Münchener Kulturlebens in der Nachkriegszeit machte bald das Wort vom „Opernkartennotstand“ die Runde. Die Zuschauerplätze der intakten und unzerstörten Spielstätten, wie etwa das Prinzregententheater, reichten für die riesige Nachfrage nicht aus. Überlegungen kamen auf, die Ruine des Nationaltheaters abzutragen und an gleicher Stelle oder an einem anderen Ort ein neues, modernes Theatergebäude bzw. Opernhaus zu errichten. Auf einer Sitzung der „Theatergemeinde e.V. München“ im November 1951 wurden als Reaktion auf diese Überlegungen der Verein „Freunde des Nationaltheaters in München e.V.“ gegründet. Ihre Motivation: „Wenn nicht innerhalb eines Jahres was geschieht – dann kommt der Bagger!“ Ziel des Vereins war, den Wiederaufbau des Nationaltheaters durchzusetzen – am alten Platz und im Stil des 1818 von Carl von Fischer erbauten und durch Leo von Klenze erweiterten Hauses.  Der erste Vorsitzende des neuen Vereins wurde der Münchener Stadtrat Jakob Baumann, der sich wie seine Mitgründer mit großem Elan und vielen Ideen der Sache verschrieb.

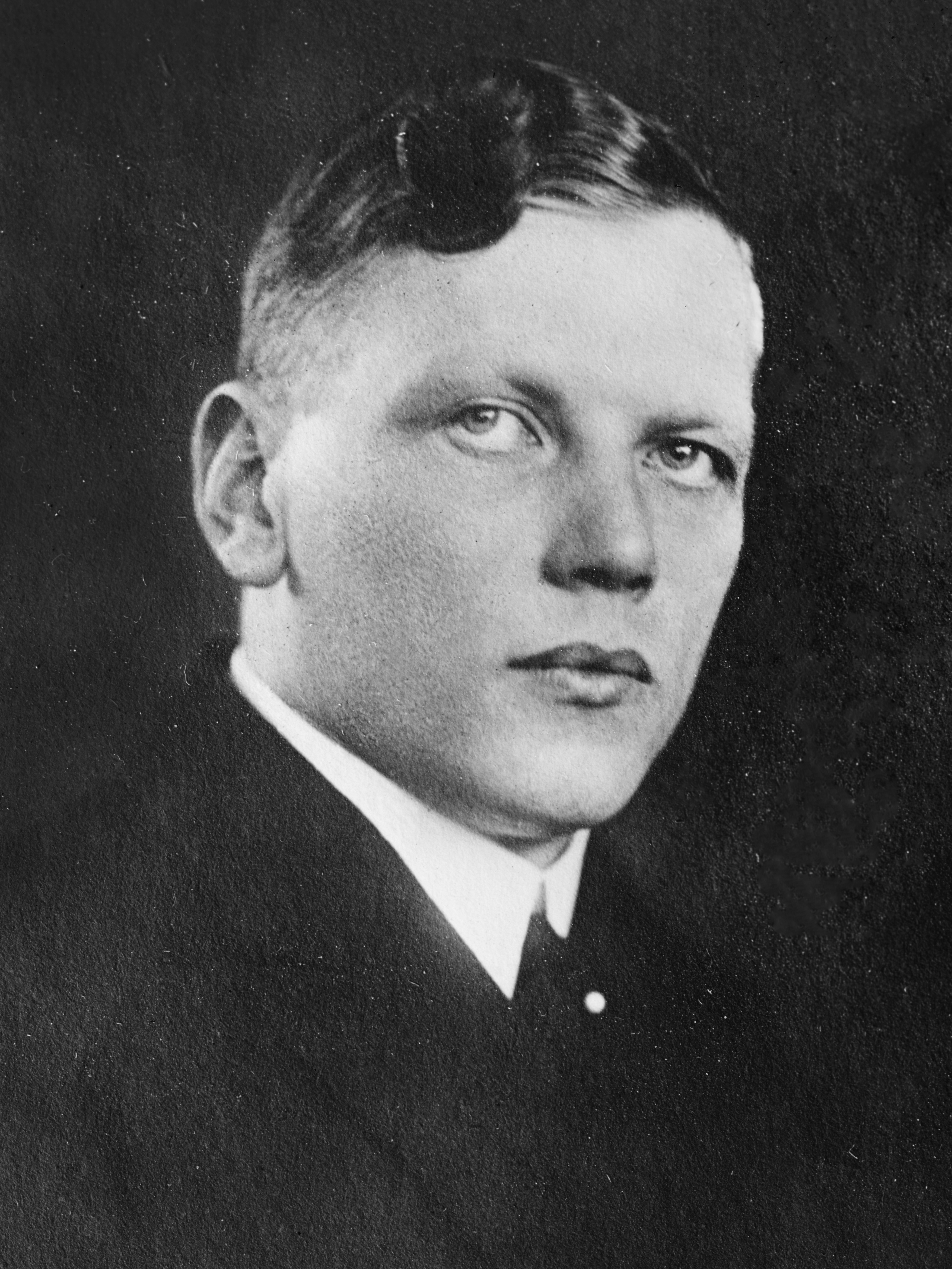
Hans Knappertsbusch

Für ihr Vorhaben erhielten die „Freunde des Nationaltheaters“ die Unterstützung von prominenten Persönlichkeiten wie der Dirigenten Hans Knappertsbusch und Eugen Jochum, des Komponisten Carl Orff oder des Münchener Oberbürgermeisters Thomas Wimmer.  Die immens hohen Kosten eines Wiederaufbaus und der Wunsch nach einer originalgetreuen Wiederherstellung des Gebäudes führten auch zu ablehnenden Reaktionen. Gegenvorschlag war ein kompletter Neubau des Nationaltheaters einschließlich der Umgestaltung des Max-Joseph-Platzes. Ein neues „Theaterzentrum“ auf dem Gelände der früheren „Türkenkaserne“ sollte entstehen. Mit hohem persönlichem Einsatz und nach vielen Gesprächen konnten die „Freunde“ ihren Wunsch eines Wiederaufbaus des Nationaltheaters mit seiner historischen Architektur durchsetzen. Das Innere des Hauses sollte dagegen auf dem neuesten Stand der Technik sein. Das Engagement der „Freunde“ – wohl die erste Bürgerinitiative Münchens mit einem kulturellen Ziel – stieß auch auf Unverständnis. Dass sich „normale“ Bürger so vehement für den Aufbau eines staatlichen Opernhauses einsetzten, erschien einigen ungewöhnlich.

### Sammeln für ihr Ziel 1952–1963

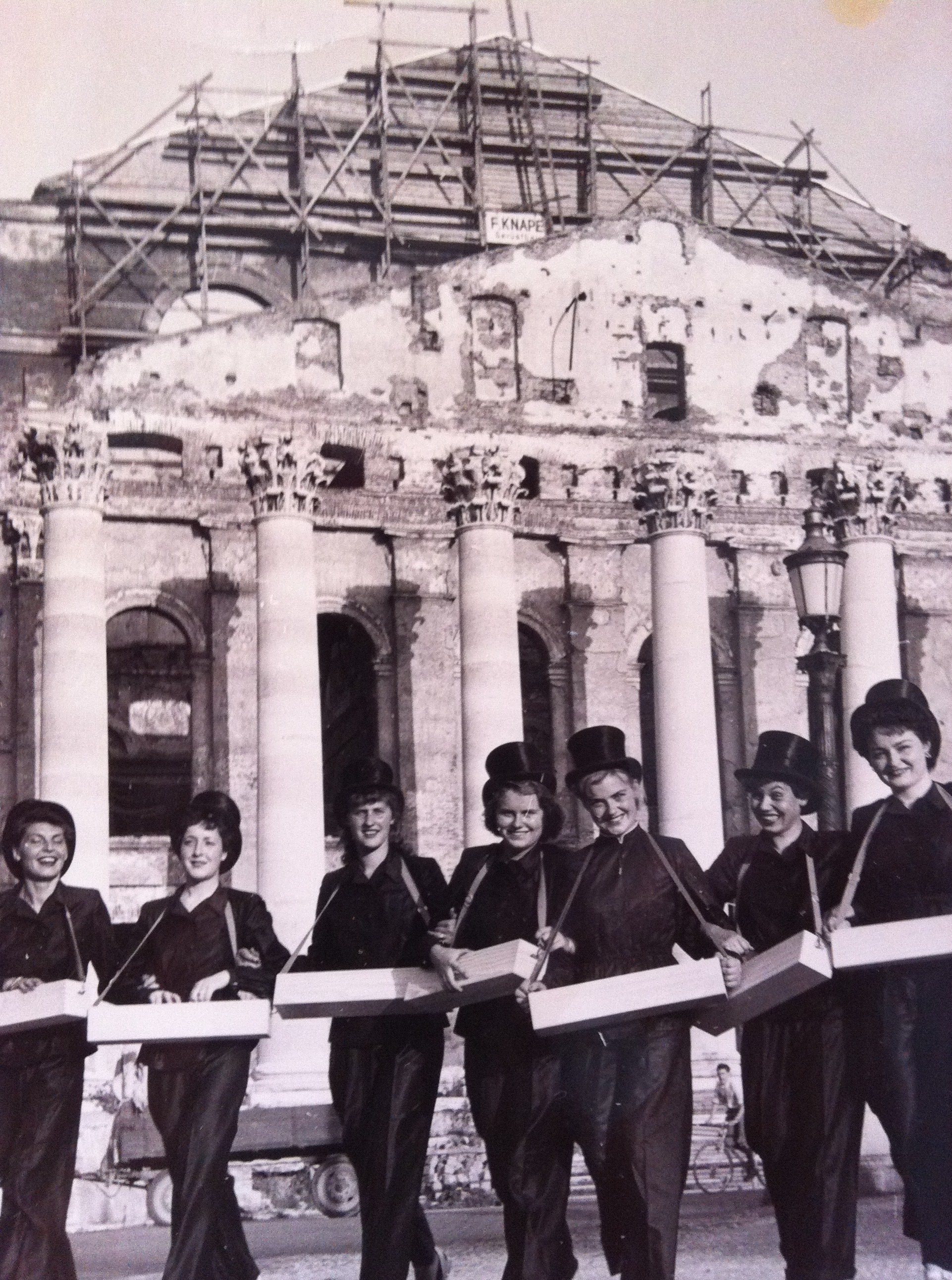
Losverkäufer der von den „Freunden“ organisierten Weihnachtstombola vor der Ruine des Nationaltheaters

Mit Einfallsreichtum und Tatendrang gingen die „Freunde des Nationaltheaters“ das Problem der hohen Kosten für den Wiederaufbau an. Gleich die erste Aktion verlief spektakulär. Für eine große Tombola konnten die „Freunde“ Gewinne im Wert von 240.000 D-Mark von Münchener Unternehmen sammeln und über den Losverkauf 625.000 D-Mark einnehmen. Die Tombolas gehörten in der Folgezeit zum alljährlichen Erscheinungsbild der Münchener Innenstadt: Sie wurden von prominenten Politikern eröffnet, Schauspieler und Sänger verkauften Lose und gaben Autogramme, der Losverkauf erfolgte unter großer Anteilnahme der Münchener Bevölkerung. Allein aus den Erlösen der Tombolas konnten die „Freunde“ 4.353.000 D-Mark zum Bau des Nationaltheaters beitragen. Weitere Veranstaltungen folgten: Die „Freunde“ organisierten Benefizveranstaltungen, zu denen Konzerte und Theatervorstellungen und sogar ein Flugtag auf dem heutigen Olympiagelände gehörten. Ein Highlight war ein Konzert des Bayerischen Staatsorchesters unter der Leitung von Hans Knappertsbusch. In diesem Konzert ereiferte sich Knappertsbusch wie folgt: Er werde so lange nicht mehr am Dirigentenpult stehen, „bis der Bayerische Landtag den Wiederaufbau des Nationaltheaters beschlossen hat“.

### Eröffnung des Nationaltheaters 1963
Tatsächlich schrieb im Sommer 1954 das Bayerische Finanzministerium den Wettbewerb zum Aufbau des Nationaltheaters nach den Vorstellungen der „Freunde“ aus: Die Außenansicht des alten Gebäudes sollte wiederhergestellt, im Inneren ein „neuzeitlicher, theatertechnisch einwandfreier und wirtschaftlicher Bühnenbetrieb“ ermöglicht werden. 1957 erteilte der Bayerische Staat schließlich den Auftrag zum Wiederaufbau des Nationaltheaters. Als das Nationaltheater am 21. November 1963 mit einer Aufführung der Oper Die Frau ohne Schatten von Richard Strauss wiedereröffnet wurde, lagen die Baukosten bei 67,7 Millionen D-Mark. Abgesehen von ihrem ideellen Einsatz steuerten die „Freunde des Nationaltheaters“ einen Spendenbeitrag von 6,5 Millionen D-Mark bei. Der große Lüster im Zuschauerraum, die Deckenbemalung im Königssaal, viele Teile des Dekors und fast die komplette Bestuhlung – jeder Stuhl wurde mit einer Plakette und dem Namen des Stifters versehen – konnten durch Spenden der „Freunde“ finanziert werden. Für die „Freunde des Nationaltheaters“ bildete der 29. November 1963 den feierlichen Höhepunkt ihrer Bemühungen. An diesem Tag waren alle Stifter der Zuschauersessel als Ehrengäste zur Aufführung der Meistersinger von Nürnberg eingeladen. Alle Mitglieder des Vereins, alle bedeutenden Spender und ebenfalls alle Mitglieder der Staatsoper erhielten als Erinnerung an diesen Tag eine Plakette aus Nymphenburger Porzellan mit einem Abbild des Nationaltheaters.

### Und die „Freunde“ sammeln weiter für das Nationaltheater

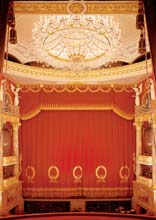
Der 1995 durch Spenden der „Freunde“ finanzierte Raffvorhang im Nationaltheater

Auch nach der Wiedereröffnung blieben die „Freunde des Nationaltheaters“ dem Haus eng verbunden. Sie sammelten weiter für das Gebäude, etwa für die Finanzierung des steinernen Giebelfeldschmucks am Portikus. Dieser Giebelfeldschmuck „Apoll und die neun Musen“ wurde von Georg Brenninger geschaffen und 1972 enthüllt. Als 1993 der Bühnenhauptvorhang während einer Probe Feuer fing und verbrannte, übernahmen die „Freunde des Nationaltheaters“ die Kosten für eine Neubeschaffung. Gemeinsam mit der Bayerischen Handelsbank AG wurden die nötigen 450.000 D-Mark aufgebracht. Der rote Raffvorhang mit 120 jeweils meterlangen Goldquasten und sechs goldenen Lorbeerkränzen im Durchmesser von zwei Metern konnte so bereits in der Spielzeit 1995/96 wieder hochgezogen werden. Anlässlich des 200-jährigen Bestehens der Musikalischen Akademie des Bayerischen Staatsorchesters und des 60-jährigen Jubiläums der „Freunde des Nationaltheaters“ stiftete der Verein 2011 einen neuen Steinway D Konzertflügel. Die Anschaffungssumme von 120.000 Euro brachte eine Spendenaktion unter den fördernden Mitgliedern ein. Da die Fassade des Nationaltheaters an spielfreien Tagen nur zweckdienlich beleuchtet wurde und damit ihre acht Säulen, ihre Pilaster sowie das untere und obere Tympanon nur schwer zu erkennen waren, setzten die „Freunde des Nationaltheaters“ in Zusammenarbeit mit dem Münchener Unternehmen Osram Licht AG das Haus ins richtige Licht. Am 2. November 2017 wurde die Fassadenbeleuchtung eingeweiht: Der Säulen-Portikus und die beiden Tympana des Theaters werden seitdem durch ein spezielles LED-Konzept hervorgehoben. Jüngstes Projekt der „Freunde“ im Nationaltheater war die Vorstellung des neuen „Freunde Foyers“ am 19. März 2018. Die nördliche Eingangshalle wurde mit Polsterelementen, Beleuchtung und großen Fotocollagen des Foto- und Filmkünstlers Christoph Brech zu einem einladenden und repräsentativen Foyer umgestaltet. In diesem Raum, gewidmet dem Bayerischen Staatsorchester, sollen in Zukunft auch Kammerkonzerte, Werkeinführungen und Veranstaltungen für Kinder stattfinden.

### Prinzregententheater: Wiederbespielbarmachung und Gartensaal 1988

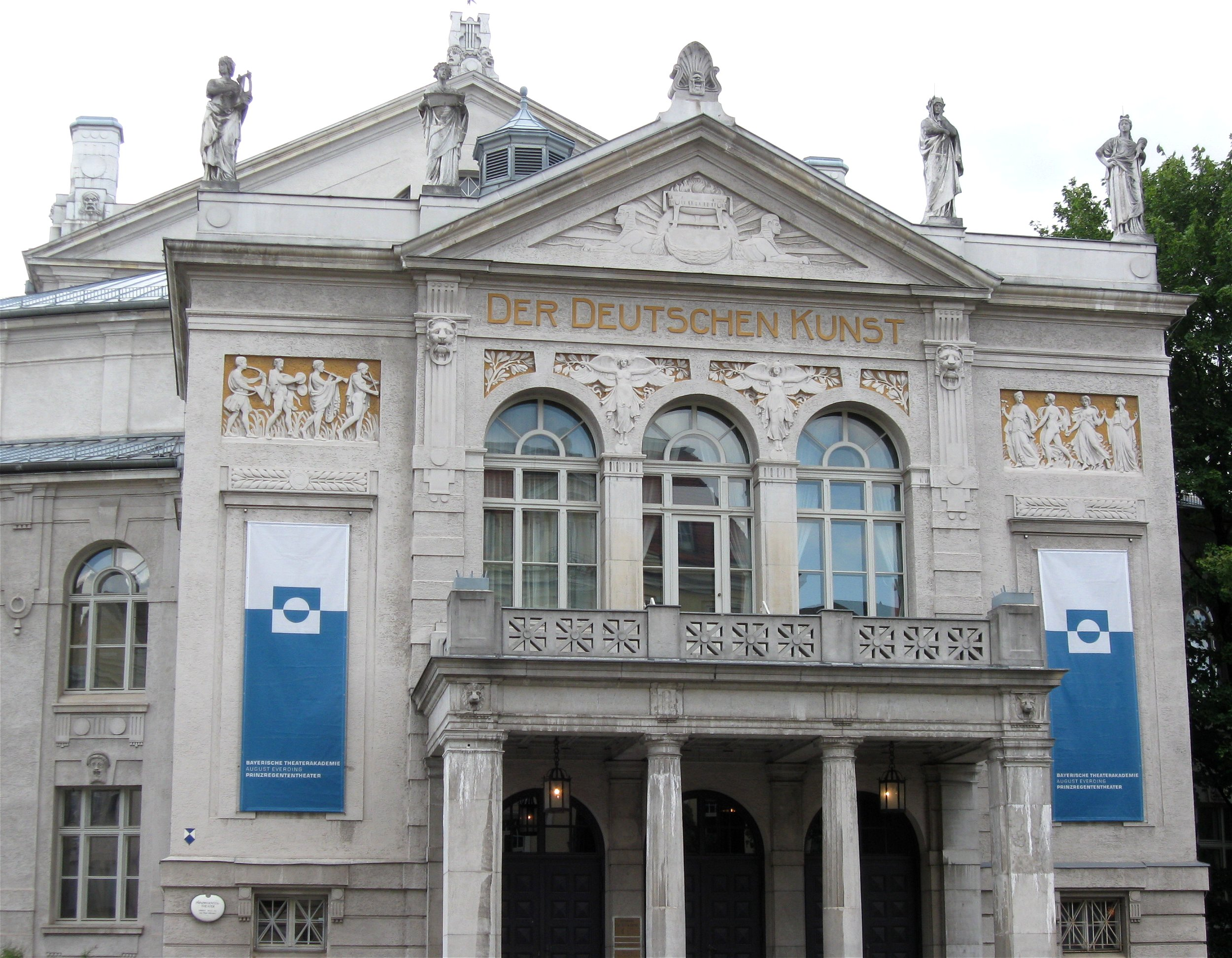
Prinzregententheater

Beim Prinzregententheater, dessen Wiederbespielbarmachung nach der Schließung 1963 lange Zeit politisch nicht gewollt war, erstreckte sich der Einsatz der „Freunde“ über mehrere Jahre. Auf Unterschriftenlisten sprachen sich 100.000 Bürgerinnen und Bürger Münchens für eine Wiederbespielung aus. Als der Bayerische Landtag 1983 die Wiederinstandsetzung beschlossen hatte, kam es zur Gründung der „Bürgeraktion Prinzregententheater“, angeführt von den „Freunden des Nationaltheaters“. Für die Wiederherstellung des Gartensaals sammelten die „Freunde“ auch auf zwei Benefizveranstaltungen im Cuvilliés-Theater Spenden. Damals traten die beiden berühmten Sänger Ruggiero Raimondi und Hermann Prey sowie die Tölzer Sängerknaben auf. Als das Haus nach 25-jährigem Dornröschenschlaf am 9. Januar 1988 wiedereröffnet wurde, hatten die „Freunde“ für dessen Instandsetzung insgesamt 750.000 D-Mark gesammelt. Für den Endausbau brachten die „Freunde“ dann nochmals 1.000.000 D-Mark auf.

### Hubertussaal im Schloss Nymphenburg 2003
Bereits 1992 lenkten die „Freunde des Nationaltheaters“ mit zwei Benefizveranstaltungen im Hubertussaal die öffentliche Aufmerksamkeit auf dieses einstige Juwel im Schloss Nymphenburg. Der Saal war nur noch in seiner Substanz erhalten, ohne Innenausstattung und zunehmend baufällig. Motiviert durch den Einsatz der „Freunde“ übernahm der Bayerische Staat die Kosten für Sicherungsmaßnahmen und die Dachstuhlsanierung. Die Kosten für den Ausbau zu einem Konzertsaal wollte der Freistaat nur aufbringen, wenn die Münchener Bürgerschaft dazu 1,5 Millionen beisteuern würde. Die „Freunde“ konnten diese Bedingung erfüllen. Seit der Eröffnung im Jahr 2003 ist der Saal nun jeden zweiten Tag Schauplatz von Veranstaltungen kultureller, wissenschaftlicher oder gesellschaftlicher Art.

### Cuvilliés-Theater 2008
2004 musste der Betrieb im Cuvilliés-Theater aus Sicherheitsgründen eingestellt werde. Die für die Sanierung erforderlichen 22 Millionen Euro wollte der Freistaat Bayern nicht zur Verfügung stellen. Spendengelder in Höhe von zehn Prozent der Kosten bewertete der Bayerische Landtag als eindeutiges Bürger-Votum für die Sanierung rechtzeitig zur 850-Jahr-Feier der Stadt München 2008. Zusammen mit dem „Comité Cuvilliés“, das sich allein dazu gebildet hatte, das Haus wieder bespielbar zu machen, formierten sich die „Freunde des Nationaltheaters“ zu einer gemeinsamen Bürgeraktion. Durch das Aufbringen der geforderten Spendensumme trug dieses „Bündnis“ dazu bei, dass München im Stadtjubiläumsjahr auch mit seinem Cuvilliés-Theater wieder leuchten konnte.

### Neugestaltung der Porträtgalerie im Nationaltheater 2013

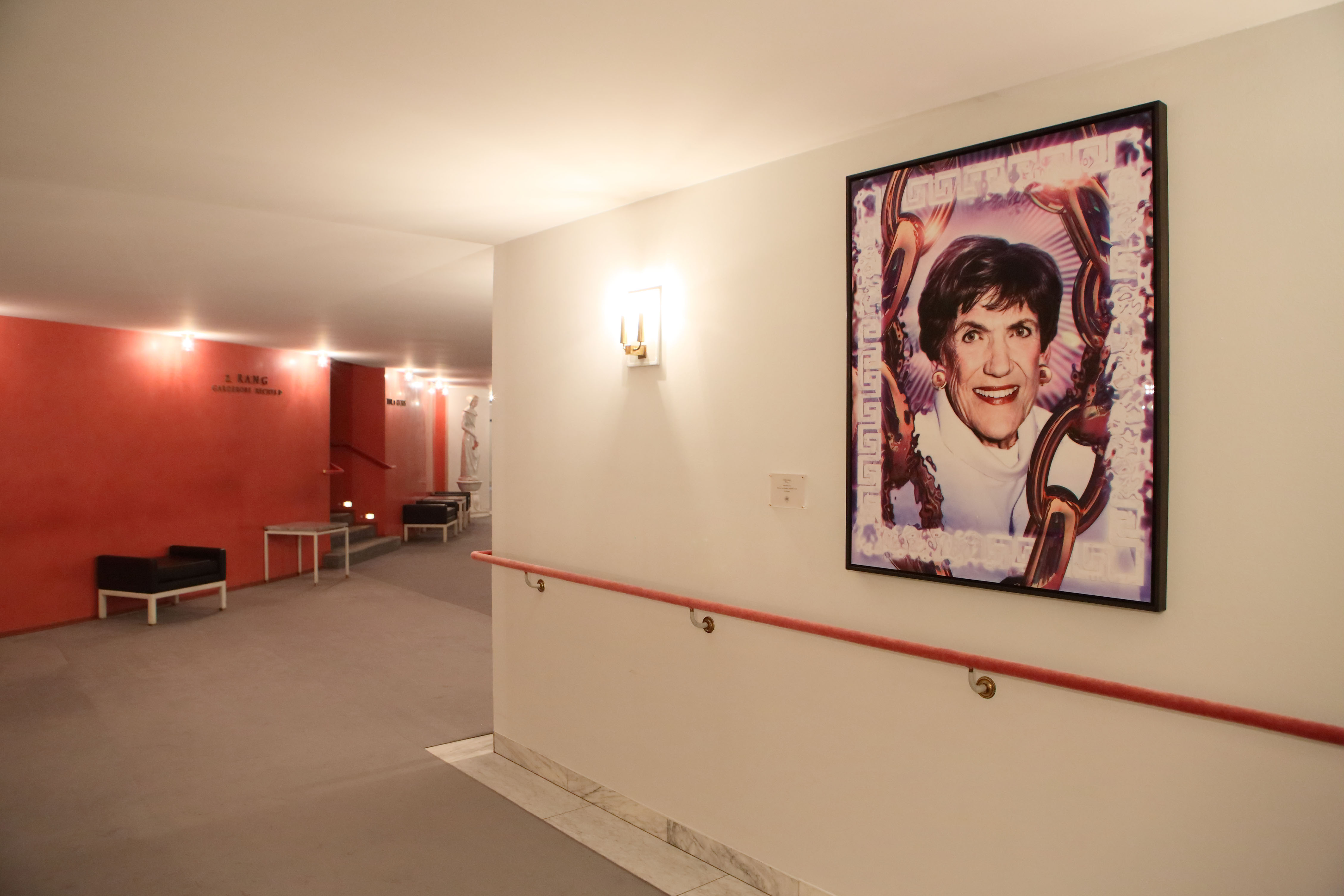
Porträtgalerie des Nationaltheaters München, hier mit dem Porträt der Opernsängerin Inge Borkh des Künstlers Till Janz

Die Porträtgalerie des Nationaltheaters ist ein Stück Münchener Operngeschichte. Sie erinnert an herausragende, mit der Bayerischen Staatsoper verbundene Künstler. 1899 von Generalintendant Ernst von Possart mit rein privaten Mitteln gegründet, zeigt diese Sammlung kontinuierlich Virtuosen der Bühne, porträtiert von jeweils zeitgenössischen bildenden Künstlern. Seit 1963 betreuen die „Freunde des Nationaltheaters“ die Porträtgalerie. Zum 50-jährigen Jubiläum des Wiederaufbaus des Nationaltheaters München 2013 wurden 21 ausgewählte Sängerpersönlichkeiten der letzten fünf Jahrzehnte porträtiert. Die Gemälde, geschaffen von u. a. Daniele Buetti, Joachim Baldauf, Karl Lagerfeld, David LaChapelle, Elizabeth Peyton, Andreas Mühe, Marc Brandenburg und Stephan Balkenhol, ergänzen seitdem die Galerie. Die „Freunde“ finanzierten dieses Projekt mit 100.000 Euro und erweitern seit 2013 die Porträtgalerie jährlich um zwei Bilder.
Aus Respekt und Bewunderung für die großen künstlerischen Leistungen organisieren die „Freunde“ seit 1965 ein regelmäßig stattfindendes Wiedersehenstreffen ehemaliger Ensemblemitglieder der Bayerischen Staatsoper. Ebenso wird seit 1999 die „Meistersinger-Medaille“ für herausragende künstlerische Leistungen von der Bayerischen Staatsoper und den „Freunden des Nationaltheaters“ verliehen. Diese Medaille aus Nymphenburger Porzellan wurde bis jetzt an Hans Hotter, Inge Borkh, Astrid Varnay, Dietrich Fischer-Dieskau, Edita Gruberová, Hertha Töpper und zuletzt Zubin Mehta verliehen.

## Nachwuchsförderung
Die Förderung des Nachwuchses im Bereich des Musiktheaters ist ein wichtiges Ziel der „Freunde des Nationaltheaters“. Die Opernschule der Musikhochschule und das Opernstudio der Bayerischen Staatsoper erhielten namhafte Zuwendungen, etwa für die Realisierung von Inszenierungen oder die direkte Unterstützung des talentierten Nachwuchses durch Stipendien. Dazu erhielt der Verein 1984 von der Opernsängerin Anita Davis einen namhaften Betrag mit der Auflage, notleidenden Künstlern beizustehen. Die „Freunde des Nationaltheaters“ fördern die Bayerische Theaterakademie seit ihrer Gründung durch August Everding im Jahr 1993. Die Theaterakademie geht auf eine Idee August Everdings zurück und ist das größte akademische Lehrtheater für Bühnenberufe im deutschsprachigen Raum. Mit der im Jahr 2017 gegründeten August Everding Stiftung ermöglichen die „Freunde“, etwa durch Vergabe von Stipendien, Anschaffungen von Musikinstrumenten und Studienbedarf sowie der Förderungen von Inszenierungen, die direkte Unterstützung der Akademie.